# Port-des-Barques
Port-des-Barques – miejscowość i gmina we Francji, w regionie Nowa Akwitania, w departamencie Charente-Maritime.
Według danych na rok 1990 gminę zamieszkiwało 1455 osób, a gęstość zaludnienia wynosiła 257 osób/km² (wśród 1467 gmin regionu Poitou-Charentes Port-des-Barques plasuje się na 196. miejscu pod względem liczby ludności, natomiast pod względem powierzchni na miejscu 1045.).